# كويك-نت

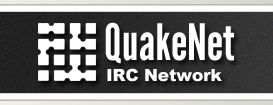

كويك-نت (بالإنجليزية: QuakeNET)‏ هي أكبر شبكة آي آر سي حالية في العالم حيث يتواجد بها حوالي 130.000 زائر و بها 100.000 قناة. هذه الشبكة أنشأت سنة 1997 من طرف الدنماركي هنريك روسميسون و السويدي أولا إنغفارسون.
و على خلاف باقي الشبكات لا تستعمل شبكة كويك بوتات NickServ و ChanServ... وغيرها بل هناك بوت واحد يحمل اسم Q و هو مسؤول عن جميع خدمات الأعضاء والمستخدمين في الشبكة.
في 2009 قامت كويك نت بإضافة خدمة الدخول مباشرة عبر المتصفح و استضافة برنامج QwebIRC.

## وصلات خارجية
- الرابط الأساسي للشبكة.